# Chutes Twin (Colombie-Britannique)
Les chutes Twin (anglais : Twin Falls), sont deux chutes jumelles situées en Colombie-Britannique, au Canada.
Les chutes Twin sont l'une des chutes d'eau emblématiques des Rocheuses canadiennes.

## Cascade
Le ruisseau des chutes Twin (anglais : Twin Falls Creek) se divise en deux branches découpant le calcaire et plongeant côte à côte à une altitude d'environ 600 mètres par deux étroites chutes au-dessus d'une falaise d'une hauteur de 120 mètres avant de s'écraser 60 mètres supplémentaires sur une série de marches et de petites chutes à l'intérieur d'une étroite crevasse.
Les images transmettent rarement la taille et l'échelle réelle des chutes, ce qui a en partie conduit à de nombreuses déformations de la hauteur des chutes.
Le ruisseau des chutes Twin rejoint la rivière Yoho (anglais : Yoho River) au fond de sa profonde vallée orientée nord-sud après avoir couru parallèlement sur 1 800 mètres.
La rivière Yoho est un affluent de la rivière Kicking Horse dont la vallée est empruntée par la route transcanadienne, affluent du fleuve Columbia.

## Site

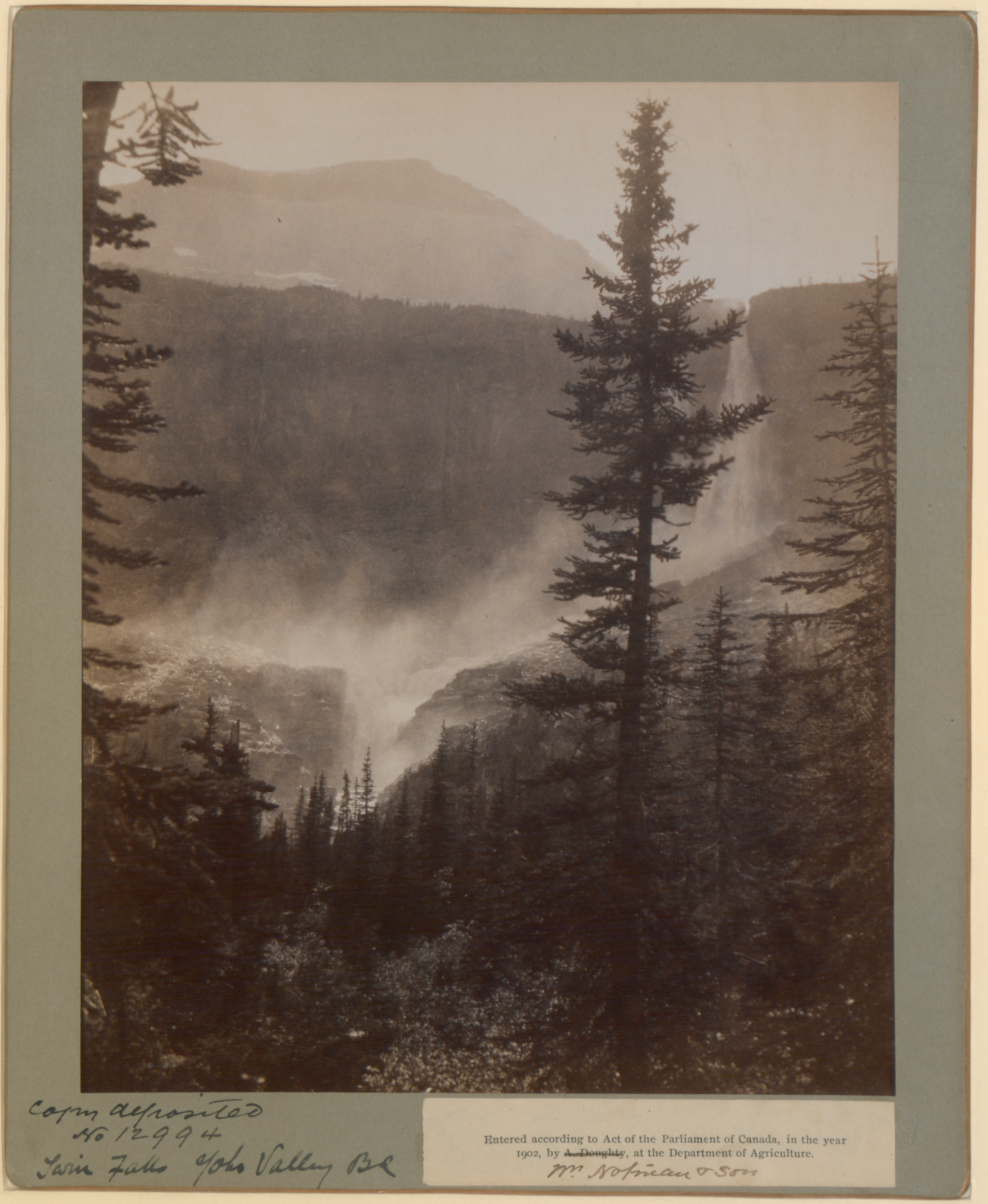
Les chutes Twin en 1902.

Les chutes Twin se trouvent dans le parc national de Yoho, à proximité immédiate de l'Alberta et de la ligne continentale de partage des eaux d'Amérique du Nord.
Le site est spectaculaire, avec une profonde vallée entouré de hauts sommets au cœur des monts Waputik. Il est couvert par plusieurs sentiers, dont l'un passant en amont des chutes Twin. Un trail difficile de 15 km de long pour un dénivelé de 750 mètres permet de remonter la rivière Yoho et d'atteindre les chutes Twin en redescendant le long du ruisseau des chutes Twin.
Le Salon de thé des chutes Twin est un chalet en rondins situé en contrebas des chutes Twin, construit suivant la tradition rustique à partir de 1908 à proximité de deux chutes d'eau appelées. Le bâtiment a été agrandi en 1923. C'est un lieu historique national du Canada depuis 1992. Il est accessible depuis la vallée de la rivière Yoho par le sentier Whaleback (anglais : Whaleback Trail).